# 莫蘇里澤區
20°27′00″S 32°49′19″E / 20.450022°S 32.821993°E
莫蘇里澤區（葡萄牙語：Mossurize），是莫桑比克的行政區，位於該國中西部，由馬尼卡省負責管轄，首府設於埃斯蓬加貝拉，面積5,038平方公里，2007年人口195,182，人口密度每平方公里39人。